# Vasospasmo
Il vasospasmo è una vasocostrizione di natura patologica del lume di un'arteria di grandi dimensioni, in particolare a livello delle coronarie o della circolazione cerebrale.

## Eziologia
Un vasospasmo tende a comparire nel 60-75% di pazienti colpiti da emorragia subaracnoidea successiva a trauma cranico, alla rottura di un aneurisma cerebrale, malformazioni vascolari, neoplasie, interventi neurochirurgici.
Vasospasmi iatrogeni possono verificarsi a seguito di puntura e cateterismo dell'arteria brachiale: per questo motivo generalmente si tende ad eseguire tali procedure su altri vasi, come l'arteria femorale e quella ascellare.

## Clinica
La comparsa di vasospasmo può determinare una serie di sintomi a seconda del vaso interessato.
Vasospasmi cerebrali possono dare sintomatologia compatibile con quella di una ischemia cerebrale, tra cui mal di testa, confusione, intorpidimento, difficoltà a parlare e/o a camminare, debolezza in un lato del corpo. Un vasospasmo cerebrale va sospettato in seguito alla comparsa di sintomatologia e deficit focali non altrimenti spiegabili (ad esempio in assenza di idrocefalo ed emorragie intracraniche).

## Diagnosi
I vasospasmi cerebrali possono essere individuati tramite eco Doppler transcranico, che evidenzia picchi di velocità nel flusso ematico, segno di un restringimento vasale.

## Trattamento
La terapia del vasospasmo si basa essenzialmente sull'impiego di calcio-antagonisti.
Vasospasmi intraoperatori tendono a risolversi autonomamente, ed eventualmente possono essere trattati con nimodipina e diltiazem.